# Даджаль, вбивця та його послідовники
«Даджаль, убивця та його послідовники» — анімаційний фільм у жанрі конспірологічного трилера 2018 року про поточну кризу на Близькому Сході, сценаристом і режисером якого став Рана Абрар. Сюжет розповідає про давній план зі створення королівства для контролю над світом і про дії, вжиті для порятунку світу від глобального знищення.

## Сюжет
Четверо молодих хлопців вибирають божевільну людину, щоб створити миротворчу програму, яка допоможе захистити світ від теорії змови послідовників Даджала, які чекають на фальшивого посланця, що правитиме світом як єдиний монарх і створить світовий уряд для знищення всіх світових релігій.

## Виробництво
Остаточна назва фільму була оголошена в листопаді 2016 року. Робота над ключовою анімацією та оформленням фільму розпочалася 30 лютого 2017 року. Перший трейлер був випущений 3 травня 2017 року, а другий — 19 січня 2018 року.

## Реліз
Фільм вийшов у світовий прокат у грудні 2018 року. Тривалість фільму — 100 хвилин. Фільм випущено шістьма мовами: англійською, арабською, турецькою, малайською, індонезійською та урду.